# 潘曉靜
潘曉靜（1942年11月27日—），韓國女演員。

## 演艺经历
潘曉靜於1964年KBS第4期公開選拔出道，其後多參演史劇的大王大妃或士大夫家夫人角色。在1980年代，由於她是數一數二具有領袖魅力的女演員，因此在那個時代出演很少見的女會長或社長角色。2000年代後，她以參演婆婆角色為主，並以2009年的《燦爛的遺產》中，張淑子會長一角在年輕一代中聞名。

## 演出作品

### 電視劇
- 1981年：MBC《女人列傳－張禧嬪》飾演 尹氏
- 1995年：KBS《張綠水》飾演 昭惠王后
- 1997年：KBS2《婚紗（朝鲜语：웨딩드레스 (드라마)）》
- 2001年：KBS《梅花戀歌》
- 2002年：SBS《正在戀愛中》
- 2002年：SBS《大樸家族》
- 2002年：KBS《帝國的黎明》飾演 庄和王后 吴氏
- 2003年：KBS《百萬朵薔薇》飾演 韓貴芬
- 2004年：KBS《第二次求婚》飾演 梁順心
- 2005年：KBS《漂亮寶貝》飾演 劉英順
- 2005年：SBS《老天爺啊！給我愛》飾演 慕蘭實
- 2006年：KBS《變江與你相遇》飾演 姜學實
- 2007年：KBS《比天高比地厚》飾演 韓鳳禮
- 2007年：SBS《相愛的好日子》飾演 施媽媽
- 2007年：SBS《殘酷的愛》飾演 大榮集團會長的母親
- 2007年：KBS《山後的南村》飾演 韓吉善
- 2008年：SBS《明星的戀人》飾演 瑪麗的奶奶
- 2008年：KBS《幸福的背後》飾演 國孝順
- 2009年：KBS《千秋太后》飾演 神靜王太后 皇甫氏
- 2009年：SBS《燦爛的遺產》飾演 張淑子
- 2009年：MBC《天降情緣》飾演 李玉蘭
- 2010年：SBS《鄰居冤家》飾演 李貞順
- 2010年：SBS《南瓜花純情》飾演 張女士
- 2011年：KBS《浪漫小鎮》飾演 劉春芍
- 2011年：KBS《甜蜜女人家》飾演 金末男
- 2011年：SBS《49天》飾演 引渡使者前輩（特別出演）
- 2011年：MBC《千次的吻》飾演 車景順
- 2011年：KBS《Brain》飾演 黃英善
- 2012年：SBS《屋塔房王世子》飾演 呂吉男
- 2012年：KBS《星星月亮摘給你》飾演 姜畢順
- 2012年：KBS《我的女兒書英》飾演 奶奶
- 2013年：KBS《蔘生》飾演 趙氏
- 2013年：MBC《金子輕鬆出來吧》飾演 金弼女
- 2013年：KBS《恩熙》飾演 李錦順
- 2013年：SBS《醜八怪警報》飾演 班汝貞
- 2013年：SBS《結婚的女神》飾演 珍姬
- 2013年：KBS《乘著歌聲的愛情》飾演 趙貴粉
- 2014年：SBS《清潭洞醜聞》飾演 張奶奶
- 2014年：MBC《薔薇色戀人們》飾演 馬弼順
- 2015年：KBS《守護家族》飾演 車容心
- 2015年：JTBC《Last》飾演 將軍奶奶
- 2015年：tvN《第二個二十歲》飾演 徐韻海
- 2015年：MBC《美麗的你》飾演 韓順喜
- 2015年：KBS《Oh My Venus》飾演 李紅林
- 2016年：tvN《記憶》飾演 金順熙
- 2016年：KBS《怪異家族》飾演 朴福海
- 2016年：MBC《吹吧，美風啊》飾演 千貴玉
- 2017年：SBS《師任堂，光的日記》飾演 李謙的姑母
- 2017年：KBS《那女人的大海》飾演 曹琴禮
- 2017年：SBS《Bravo My Life》飾演 朴順珍
- 2017年：KBS《討厭也愛你》飾演 鄭末善
- 2018年：KBS《波濤啊，波濤啊》飾演 洪基全
- 2018年：MBC《我的愛情治癒記》飾演 鄭孝實
- 2019年：KBS《優雅的母女》飾演 趙會長
- 2020年：tvN《哈囉掰掰，我是鬼媽媽》飾演 鄭奶奶
- 2021年：KBS《不管誰說什麼》飾演 陳玉凰
- 2021年：KBS《Okay！光姐妹》（特別出演）
- 2021年：KBS《紅色高跟鞋》飾演 崔淑子
- 2022年：MBC《魔女的遊戲》飾演 馬賢德
- 2023年：MBC《第三次結婚》飾演 尹寶貝
- 2023年：MBN《完美的結婚公式》飾演 李太子
- 2025年：tvN《那傢伙是黑炎龍》饰演 郑孝善

### 電影
- 1988年：《燕山日記》
- 2002年：《夢中人》
- 2007年：《古老的庭院》

## 獎項
- 1988年：KBS演技大獎－大獎（《土地》）
- 1988年：韓國放送大獎－電視部門演技獎（《土地》）
- 2009年：SBS演技大獎－功勞獎（《燦爛的遺產》）